# Karl-Tobias Schwab
 (août 2024).
Si vous disposez d'ouvrages ou d'articles de référence ou si vous connaissez des sites web de qualité traitant du thème abordé ici, merci de compléter l'article en donnant les références utiles à sa vérifiabilité et en les liant à la section « Notes et références ».
Karl-Tobias Schwab, né le 24 novembre 1887 à Stuttgart (royaume de Wurtemberg) et mort le 10 septembre 1967 à Berlin (Berlin, Allemagne), est un peintre sur verre, graphiste, dessinateur de caractère, médailleur et professeur d'université allemand. Il est principalement connu pour avoir réalisé l'armoirie de l'aigle impérial allemand.

## Biographie
Karl Tobias naît le 24 novembre 1887 à Stuttgart. Son père était maître lithographe. Après sa scolarité, il s'engage à l'académie royale de dessin de Hanau. Il travailla pendant trois ans comme dessinateur et peintre dans un institut d'art graphique également à Hanau. Ensuite, il étudie de 1909 à 1912 à l'école royale des arts appliqués de Munich. L'année suivante, il travailla comme graphiste dans une imprimerie d'art à Mannheim. Lors du déclenchement de la Première Guerre mondiale, il servit comme soldat de première ligne et fut blessé en 1917. De 1918 à 1921, il travailla comme professeur à la IIe école municipale d'artisanat de Berlin. En tant que professeur d'écriture et de graphisme appliqué, il enseigne ensuite au séminaire des professeurs d'État de Berlin-Charlottenbourg de 1921 à 1923. Nommé par Bruno Paul, Schwab travaille également à partir de 1921 comme professeur dans l'atelier de vitrail du Musée des Arts décoratifs de Berlin, travail qu'il poursuit jusqu'en 1938. À partir de 1924, il occupe également un poste de professeur d'écriture, de typographie et d'application de polices de caractères aux écoles des beaux-arts et des arts appliqués des États-Unis, dans lesquelles l'établissement d'enseignement susmentionné est intégré. En tant que professeur artistique « avec une charge d'enseignant à part entière » et titulaire du titre de professeur depuis 1938 environ, il poursuit son enseignement dans cette institution, qui s'appelle depuis 1938 Université d'État des Beaux-Arts. En outre, de 1943 à 1945, en tant que professeur d'écriture à l'Université d'État pour l'enseignement artistique de Berlin, il représenta un enseignant enrôlé dans le service militaire. Schwab a vécu la fin de la Seconde Guerre mondiale en tant que participant au Volkssturm. Après la guerre, il enseigne de nouveau à l'Université des Beaux-Arts de Berlin de 1945 jusqu'à sa retraite en 1955. Karl-Tobias Schwab mourut le 10 septembre 1967 à Berlin.

## Œuvres
Il a conçu certains des boucliers de l'aigle du Reich allemand introduits en 1922 pour le président du Reich : Friedrich Ebert (principalement les faces écrites des médailles).

Armoiries de la République fédérale d'Allemagne créées par Karl-Tobias Schwab

En 1926, sur la base d'un dessin de Sigmund von Weech (de), il conçut un aigle impérial, qui figura sur les panneaux officiels de la Reichswehr en 1927 et fut utilisé comme symbole d'identification de l'équipe allemande aux Jeux olympiques d'été d'Amsterdam en 1928. La forme de ces armoiries de l'aigle impérial est influencée par la Nouvelle Objectivité. Il a été bien accueilli par le bureau du Reichskunstwart (de) et a été introduit la même année pour les armoiries nationales de l'Empire allemand. Les armoiries sont désormais connues sous le nom d'armoiries fédérales de l'Allemagne. Il a été adopté comme blason national de la République fédérale d'Allemagne par le président fédéral Theodor Heuss au début des années 1950 et officiellement établi sous forme de motif coloré le 4 juillet 1952.
L'année suivante, il réalise la conception de la pièce de 50 Reichspfennig de la république de Weimar.
En 1929, il conçut la police Tobias-Schwab-Antiqua, pour laquelle il soumit un échantillon de police le 12 octobre 1933.